# Skeppsås kyrka
Skeppsås kyrka är en kyrkobyggnad i Skeppsås socken i Mjölby kommun. Den tillhör Skänninge församling i Linköpings stift.

## Historik
Skeppsås kyrka uppfördes troligen under 1100-talets senare del. Efter närmare 600 år blev utrymmet för trångt i den lilla kyrkan, varför man i mitten av 1700-talet byggde till en "korsarm" på södra sidan. Dessförinnan hade sakristian, år 1748, uppförts på norra sidan. Samtidigt med nykyrkans uppförande raserades långhusets kryssvalv, som tillkommit under medeltidens sista århundrade.
De två kyrkklockorna är sedan 1912 placerade i "klockbodens" övre del. Klockorna hängde tidigare i en stapel, som stod i sydöstra hörnet av kyrkogården. Klockboden byggdes antagligen redan under medeltiden som kyrkobod (tiondebod), vilken år 1781 apterades till sockenmagasin för spannmål och som magasin fungerade huset sedan i drygt 100 år. 
Predikstolen är av ganska ungt datum, tillverkad av en mästare i Lönsås. Det på predikstolen stående timglaset är dock mycket äldre. Den gamla 1600-tals predikstolen förvaras i klockboden, och där står också en dopfunt av trä. 
Kyrkan har flera medeltida klenoder: Altarskåpet är ett nordtyskt arbete från 1400-talet, triumfkrucifixet från 1200-talet samt en madonnabild från 1300-talet. Även den gamla dopfunten av kalksten utom den ursprungliga foten, räddades från förgängelsen. Till vänster om altarskåpet sitter i en träställning en sanctusklocka, som brukades under den katolska tiden. I kyrkorummet hänger fyra ljuskronor, alla utan inristad text.
I sakristian, på östra väggen, förvaras en brudpäll, vars ena sida består av en rikt mönstrad italiensk sidenvävnad från 1300-talet. Den äldsta och förnämsta av mässhakarna är från 1400-talet. Den är broderad med bilder ur passionshistorien. Vidare märks en kollekthåv av röd sammet med årtalet 1612 samt en Karl XII:s bibel. Nattvardssilvrets olika delar härstammar från 1800-talet utom en sockenbudskalk, som anses vara minst 300 år gammal. Ett i sakristian befintligt porträtt i olja, föreställande en militär, har varit omöjlig att identifiera.
Av de många präster, som tjänstgjort i Skeppsås, må här nämnas kyrkoherden Per David Widegren (1829-49), som åren 1817 och 1828 gav ut "Ny beskrivning öfver Östergötland", ett arbete i två delar. En liten, anspråkslös vård är rest över Widegrens grav i kyrkogårdens sydöstra hörn.

## Inventarier
- Primklocka från missionstiden. Den har hängt i en träställning i koret.[1]
- Krucifix från slutet av 1200-talet. Korset är dekorerat med de fyra evangelisternas symboler (lejon, örn, oxe och ängel). Den hänger i triumfbågen.[1]
- Maria med kröna Jesusbarnet från andra delen av 1400-talet.[1]
- Altarskåp från 1400-talet som troligen är tillverkat i Östergötland. I mitten av altarskåpet finns en kalvariegrupp som består av Kristus på korset,  Maria, Josef, Jakob den äldre och Jakob den yngre.[1]
- Trädörr med järnsmide från 1200-talet. Dörren har troligen i en ingång på kyrkans södra sida.[1]

### Nattvardsservice
- Förgylld kalka från 1848, tillverkad av Barkander och Söhrling i Linköping.[1]
- Oblatask med inskriptionen: "År 1814 omgjordes denne oblathask med sin patén igenom skepsås kyrkovärdas nemdemannen wälförståndige Anders Jönssons i Ebborp och skattemannen Nicklas Swenssons i Lofstad omhugsammae åtgärd ". Den gjordes om 1814 av Andreas Isberg i Skänninge.[1]
- En päronformad vinkanna i tenn från 1700-talet. Tillverkad av Gabriel Berg, Linköping.[1]
- Två vinkannor i silver, tillverkade 1875 av Sam Pettersson, Linköping.[1]
- Brudkrona i förgyllt silver från 1883.[1]

## Orgel
- Orgeln byggdes 1866 av August Rosenborg i Vadstena med 6 stämmor.
- Den nuvarande orgeln är byggd 1912 av Åkerman och Lund i Sundbybergs köping. Den omändrades 1935 av Bo Wedrup i Uppsala. Orgeln är mekanisk och har ett tonomfång på 54/27.[2]

| Svällverk     | Pedal            | Koppel     |
| Borduna 16’   | Subbas 16’ (tr)  | Man/Ped    |
| Princial 8’   | Koralbas 4’ (tr) | Man 4'/Man |
| Gedackt 8’    |                  |            |
| Fugara 8’     |                  |            |
| Oktava 4’     |                  |            |
| Flöjt 4’      |                  |            |
| Kvinta 2 2⁄3' |                  |            |
| Flageolett 2' |                  |            |

## Bildgalleri

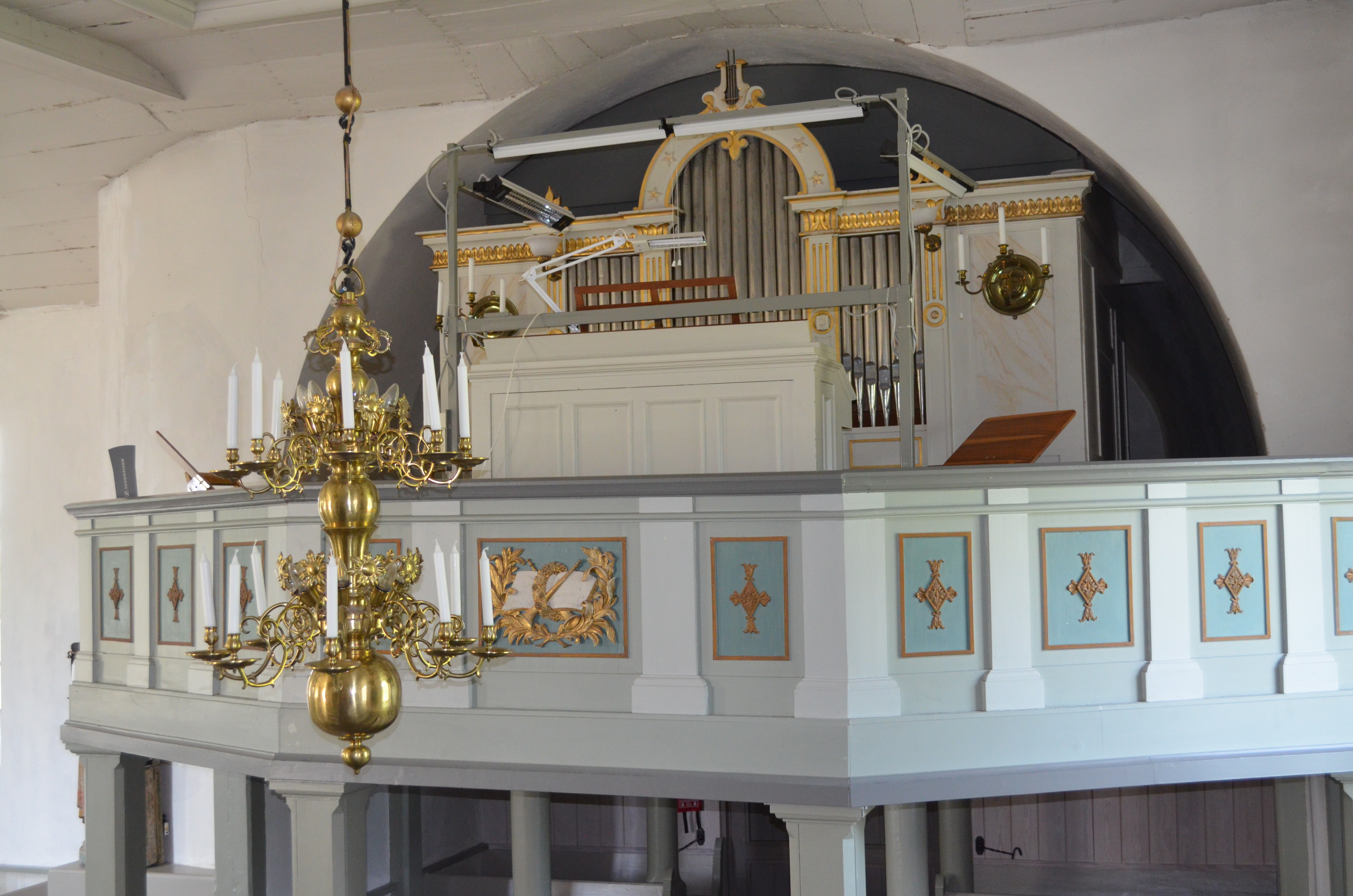
Skeppsås orgelläktare
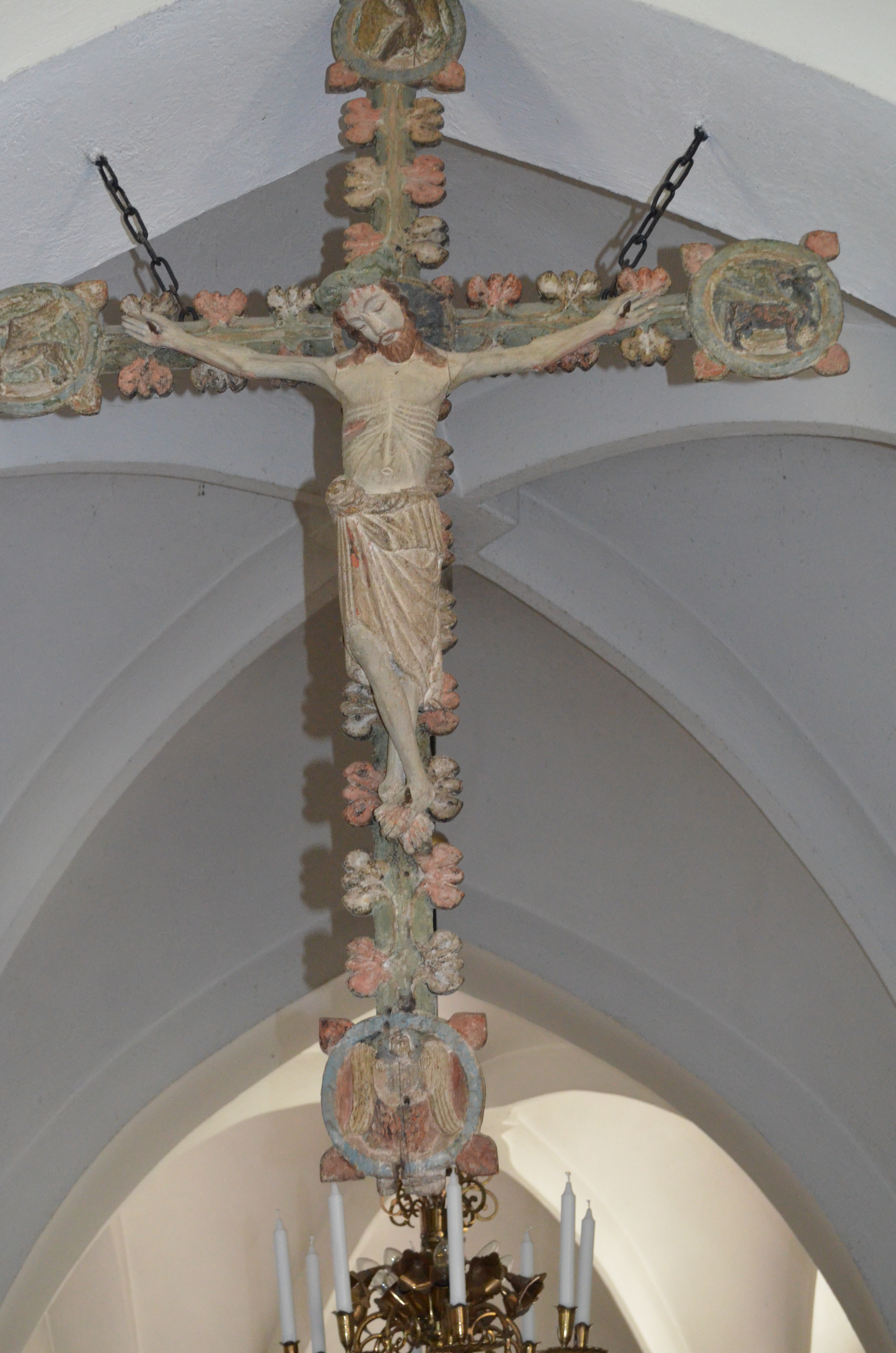
Skeppsås kyrkas krucifix
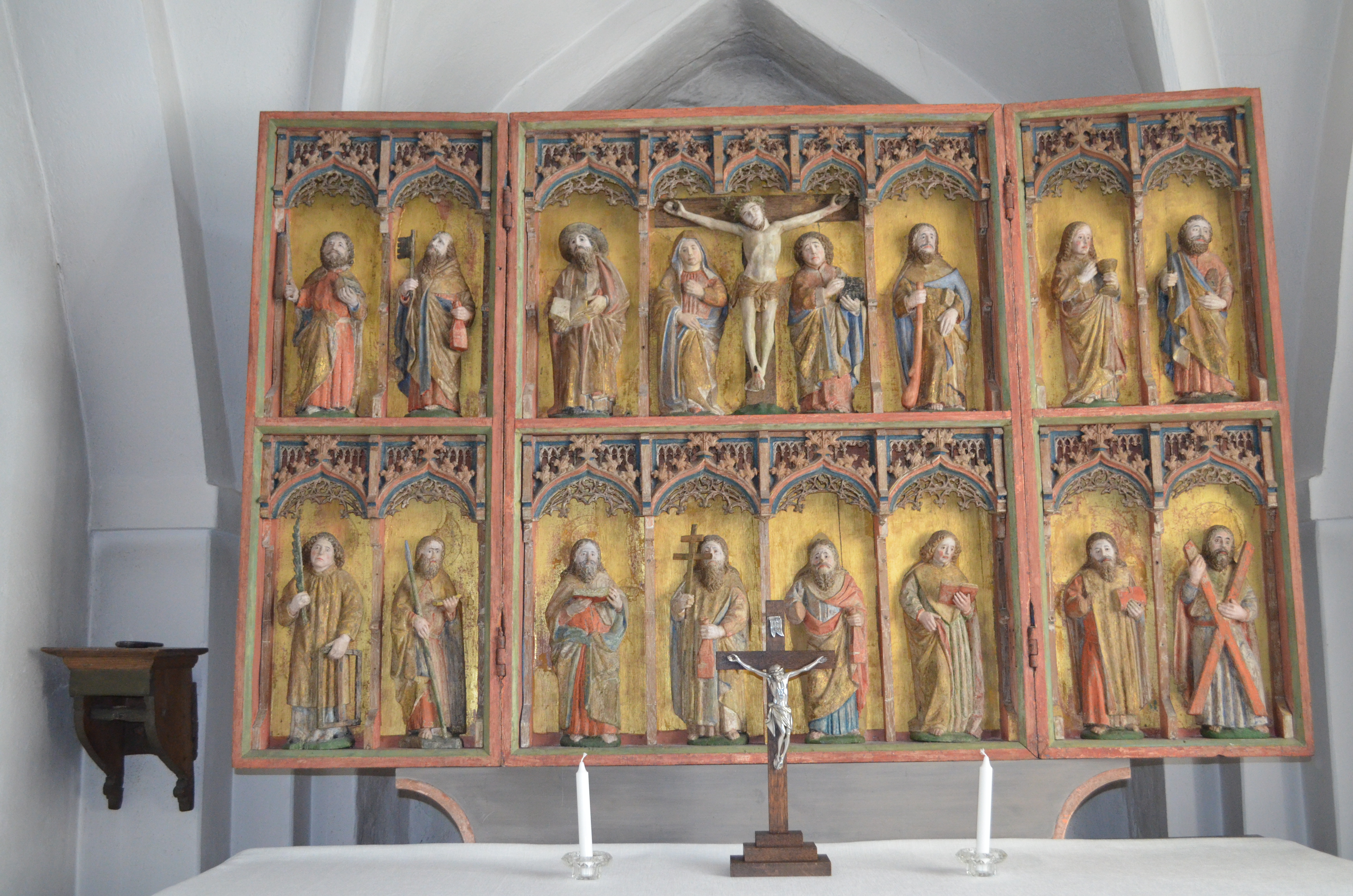
Skeppsås kyrkas altartavla
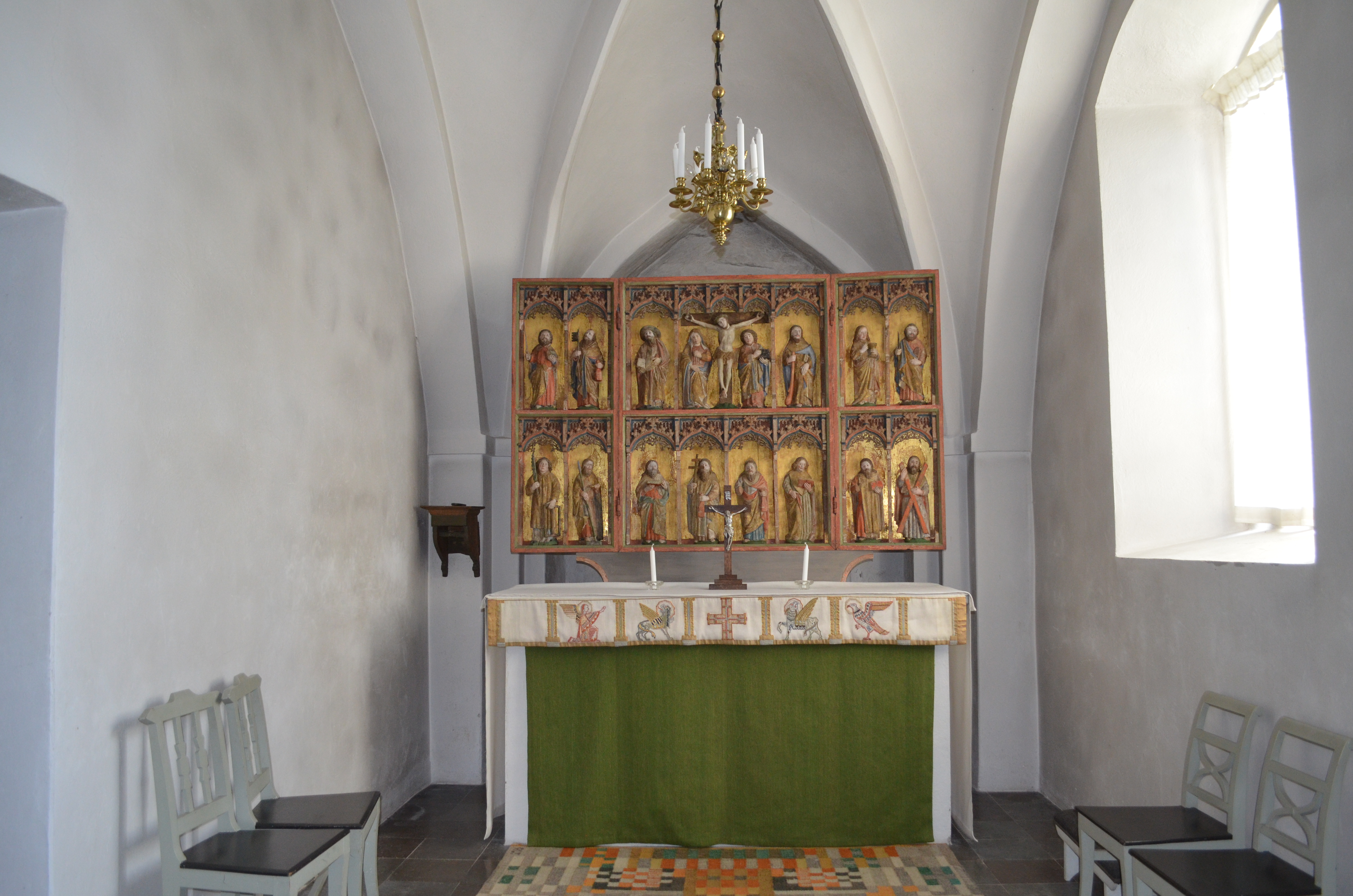
Skeppsås kyrkas altare
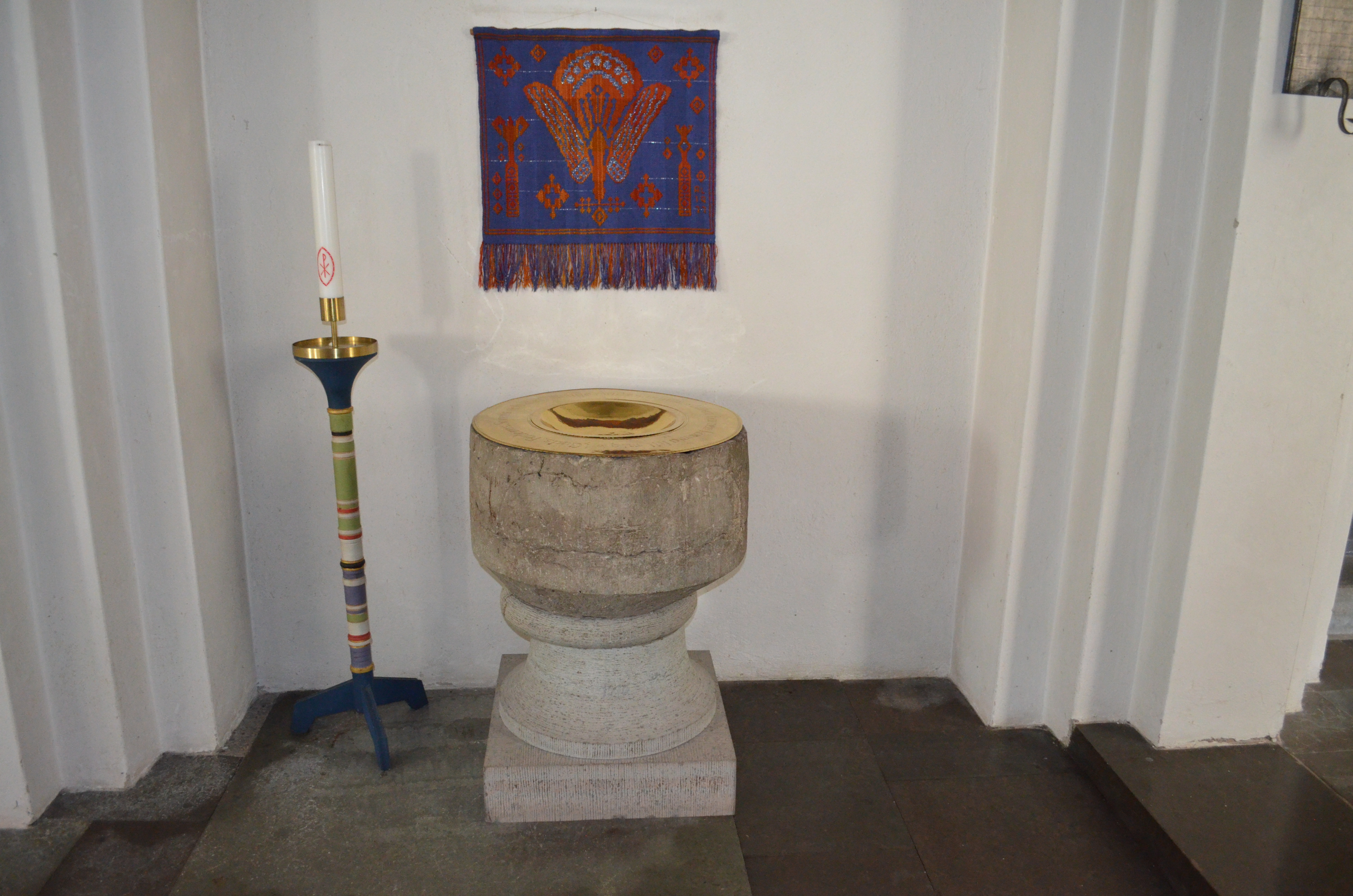
Skeppsås kyrkas dopfunt
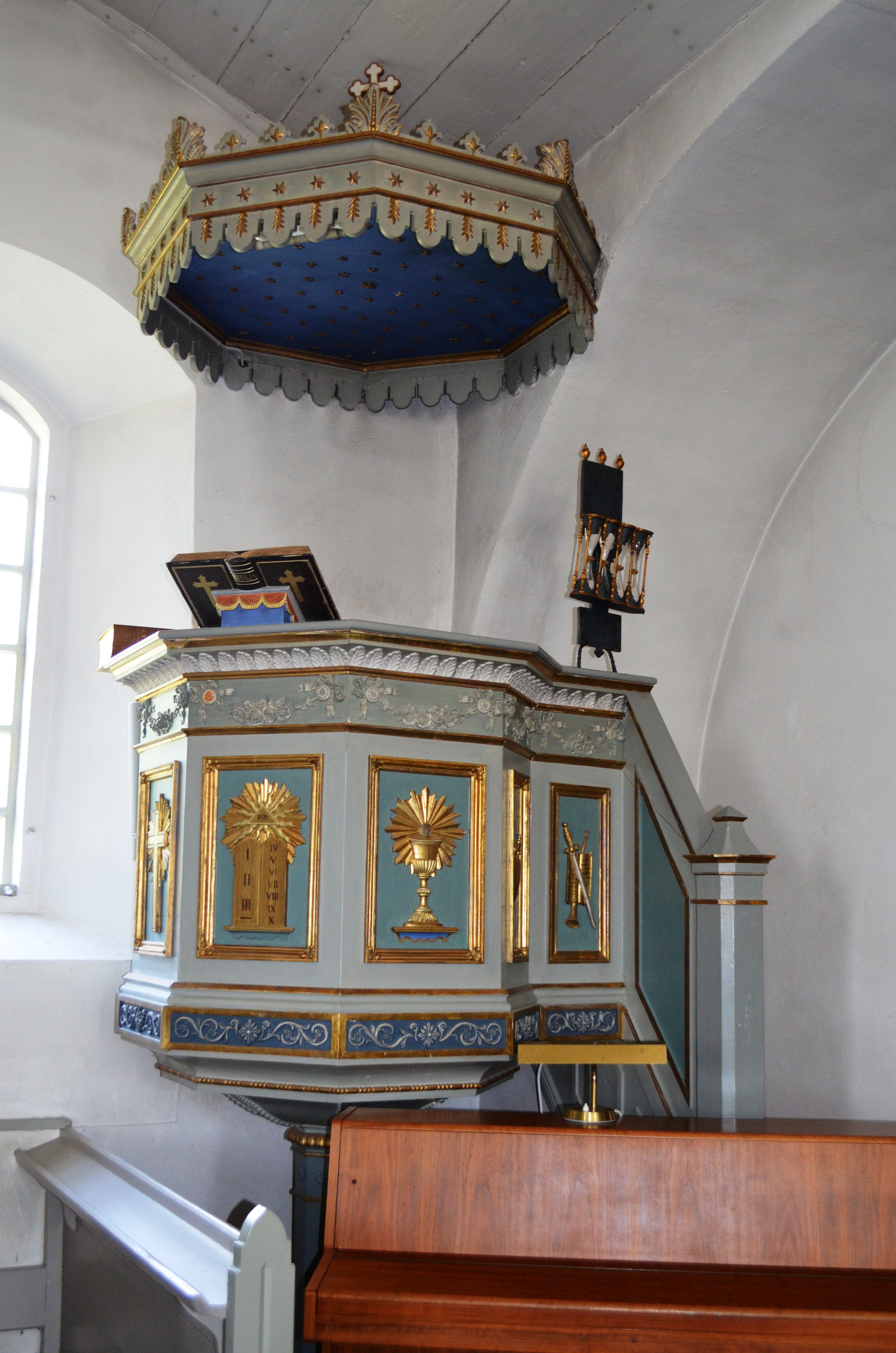
Skeppsås kyrkas predikstol
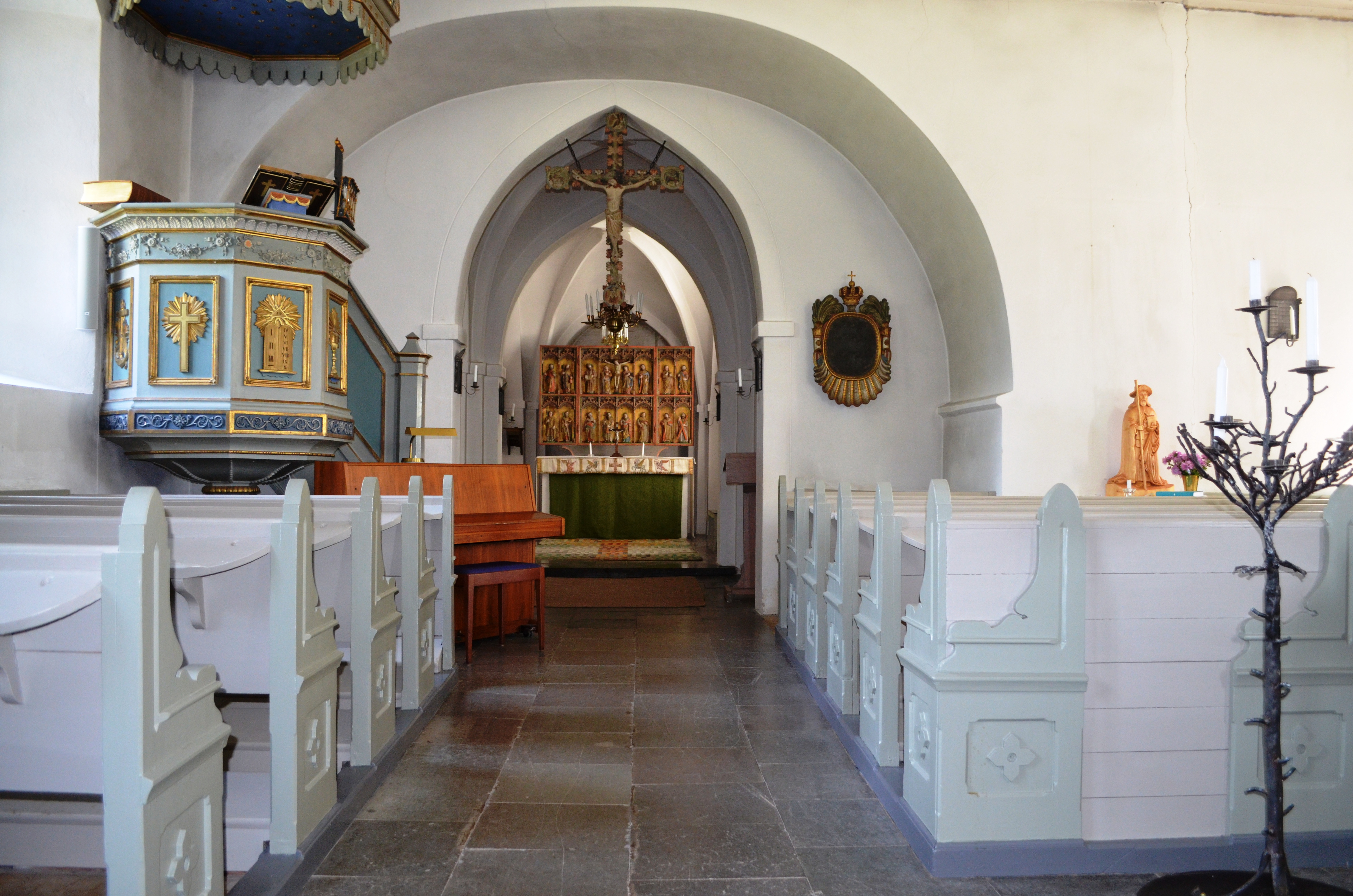
Skeppsås kyrkas kyrksal